# استیو هاوارد
استیو هاوارد (انگلیسی: Steve Howard؛ زادهٔ ۱۰ مهٔ ۱۹۷۶) یک بازیکن فوتبال اهل بریتانیا است.